# 圓內接多邊形

一個圓內接五邊形

在幾何學中，圓內接多邊形是指存在外接圓的多邊形，且該外接圓能使多邊形的所有頂點都位於該圓的邊界上，換句話說若這個多邊形的所有頂點都共圆，則可稱其為圓內接多邊形。所有的三角形都是圓內接多邊形，而四邊形以上的多邊形則不一定。若一四邊形的四個頂點都在同一個圓上則稱為圆内接四边形。
圓內接多邊形的對偶多邊形為圓外切多邊形。此外，所有正多邊形都是圓內接多邊形。

## 性質
若一個奇數邊數的圓內接多邊形，若其所有角度都相等時，則其為正多邊形，反之亦然。而若圓內接多邊形的邊數為偶數，且其所有角度都相等時，則其稜會交錯相等，反之亦然。

## 圓內接五邊形

一個面積為7392的羅賓斯五邊形。

若一圓內接五邊形的邊長和面積皆為有理數，該五邊形稱為羅賓斯五邊形。目前已知的所有羅賓斯五邊形對角線長也皆為有理數。

## 圓內接四邊形
在一个圆内接四边形中，相对的两内角是互补的，它们度数之和为180度。与此等价的说法是，圆内接四边形的一个内角等于其相对面的角的外角。相对的两内角互补是圓內接四邊形的充分必要條件，即，圆内接四边形相对的两内角互补，且相对的两内角互补的四邊形是圓內接四邊形（四邊形四頂點共圓或說有四邊形有外接圓）。

## 點到頂點頂點距離
設{\displaystyle A}為圓內接多邊形，其為一個n邊形，而其頂點分別為{\displaystyle A_{1},\cdots ,A_{n}}，並位於單位圓上，則對位於弧{\displaystyle A_{1}A_{n}}上的任意點{\displaystyle M}，從頂點到{\displaystyle M}的距離滿足:p.190,#332.10：
{\displaystyle {\begin{cases}MA_{1}+MA_{3}+\dots +MA_{n-2}+MA_{n}<{\frac {n}{\sqrt {2}}}\quad {\text{if}}\,n\,{\text{is odd}};\\MA_{1}+MA_{3}+\dots +MA_{n-3}+MA_{n-1}\leq {\frac {n}{\sqrt {2}}}\quad {\text{if}}\,n\,{\text{is even}}.\end{cases}}}

## 外部連結
- 埃里克·韦斯坦因. . MathWorld.